# Campeonatos estaduais de futebol feminino do Brasil
De 2007 a 2016, os campeonatos estaduais selecionaram clubes para a Copa do Brasil de Futebol Feminino. Em 2017, não houve Copa do Brasil e os estaduais passaram a selecionar um participante cada para a recém criada 2ª divisão do Campeonato Brasileiro, e partir de 2021 passaram a dar vaga a 3ºdivisão Campeonato Brasileiro.

## Campeonatos estaduais
Todas as 27 unidades federativas do Brasil possuem a primeira divisão.
- Campeonato Acriano
- Campeonato Alagoano
- Campeonato Amapaense
- Campeonato Amazonense
- Campeonato Baiano
- Campeonato Brasiliense
- Campeonato Capixaba
- Campeonato Carioca
- Campeonato Catarinense
- Campeonato Cearense
- Campeonato Goiano
- Campeonato Gaúcho
- Campeonato Maranhense
- Campeonato Mato-Grossense
- Campeonato Mineiro
- Campeonato Paraense
- Campeonato Paraibano
- Campeonato Paranaense
- Campeonato Paulista
- Campeonato Pernambucano
- Campeonato Piauiense
- Campeonato Potiguar
- Campeonato Rondoniense
- Campeonato Roraimense
- Campeonato Sergipano
- Campeonato Sul-Mato-Grossense
- Campeonato Tocantinense

## Estatísticas

### Campeões estaduais por século
Estes são os clubes que obtiveram o maior número de títulos em seus estados no século XX e no século XXI.
| Campeonato                    | Século XX (até 2000)                          | Século XX (até 2000) | Século XXI (2001–2024)    | Século XXI (2001–2024) |
| Campeonato                    | Clube                                         | Títulos              | Clube                     | Títulos                |
| ----------------------------- | --------------------------------------------- | -------------------- | ------------------------- | ---------------------- |
| Campeonato Acriano            |                                               |                      | Assermurb                 | 6                      |
| Campeonato Alagoano           |                                               |                      | UDA                       | 11                     |
| Campeonato Amapaense          |                                               |                      | Oratório                  | 8                      |
| Campeonato Amazonense         | Sul América                                   | 2                    | Iranduba                  | 8                      |
| Campeonato Baiano             | Flamengo de Feira                             | 5                    | São Francisco EC          | 14                     |
| Campeonato Brasiliense        | CFZ de Brasília Iate Clube ARUC Tiradentes-DF | 1                    | CRESSPOM                  | 7                      |
| Campeonato Capixaba           |                                               |                      | Vila Nova-ES              | 9                      |
| Campeonato Carioca            | Radar                                         | 6                    | Flamengo                  | 8                      |
| Campeonato Catarinense        |                                               |                      | Kindermann                | 15                     |
| Campeonato Cearense           | Ferroviário                                   | 1                    | Caucaia                   | 6                      |
| Campeonato Goiano             | Aliança                                       | 6                    | Aliança                   | 10                     |
| Campeonato Gaúcho             | Internacional                                 | 8                    | Internacional             | 7                      |
| Campeonato Maranhense         |                                               |                      | Viana                     | 6                      |
| Campeonato Mato-Grossense     |                                               |                      | Mixto                     | 9                      |
| Campeonato Mineiro            |                                               |                      | Atlético Mineiro          | 9                      |
| Campeonato Paraense           | Paysandu                                      | 3                    | ESMAC                     | 6                      |
| Campeonato Paraibano          | Monte Castleo                                 | 1                    | Botafogo-PB               | 6                      |
| Campeonato Paranaense         | União Ahú                                     | 2                    | Foz Cataratas             | 8                      |
| Campeonato Paulista           | Juventus-SP                                   | 4                    | Santos Corinthians        | 4                      |
| Campeonato Pernambucano       | Sport                                         | 2                    | Vitória das Tabocas       | 8                      |
| Campeonato Piauiense          |                                               |                      | Tiradentes-PI             | 9                      |
| Campeonato Potiguar           |                                               |                      | União-RN                  | 6                      |
| Campeonato Rondoniense        |                                               |                      | Real Ariquemes            | 4                      |
| Campeonato Roraimense         |                                               |                      | São Raimundo-RR           | 10                     |
| Campeonato Sergipano          |                                               |                      | Boca Júnior Santos Dumont | 3                      |
| Campeonato Sul-Mato-Grossense |                                               |                      | Comercial-MS              | 5                      |
| Campeonato Tocantinense       | Porto Nacional                                | 2                    | Paraíso                   | 7                      |